# Rhaphuma bicolor
Rhaphuma bicolor är en skalbaggsart som beskrevs av Maurice Pic 1927. Rhaphuma bicolor ingår i släktet Rhaphuma och familjen långhorningar. Inga underarter finns listade i Catalogue of Life.